# Wielkie życie (film 1939)
Wielkie życie (ros. Большая жизнь) – radziecki czarno-biały film z 1939 roku w reżyserii Leonida Łukowa.

## Obsada
- Boris Andriejew
- Piotr Alejnikow
- Mark Bernes
- Stiepan Kajukow